# Nespresso
Nespresso er et kaffesystem fra Nestlé baseret på kaffekapsler, som anvendes i særlige kaffemaskiner. Der findes i februar 2020 29 varianter.